# Yūki Okada (Fußballspieler, 1996)
Yūki Okada (japanisch 岡田 優希 Okada Yūki; * 13. Mai 1996 in Kawasaki) ist ein japanischer Fußballspieler.

## Karriere
Okada erlernte das Fußballspielen in der Jugendmannschaft von Kawasaki Frontale und der Universitätsmannschaft der Waseda-Universität. Von September 2018 bis Saisonende wurde er an den FC Machida Zelvia ausgeliehen. Der Verein aus Machida spielte in der zweiten japanischen Liga. Hier kam er jedoch nicht zum Einsatz. Nach der Ausleihe wurde Okada am 1. Februar 2019 von Machida fest unter Vertrag genommen. Für Machida absolvierte er 83 Zweitligaspiele. Im Februar 2022 wechselte er für eine Spielzeit zum Drittligisten Tegevajaro Miyazaki. Für den Verein aus Miyazaki bestritt er 23 Ligaspiele und schoss dabei 14 Tore. Zu Beginn der Saison 2023 wechselte er zum ebenfalls in der dritten Liga spielenden Giravanz Kitakyūshū.